# Raymond Laurent
Raymond Ferdinand Louis-Philippe Laurent (* 16. Mai 1917 in Wasmes, Provinz Hennegau, Belgien; † 3. Februar 2005 in San Miguel de Tucumán, Argentinien) war ein belgischer Herpetologe.

## Leben
Laurent war der Sohn von Armand Charles Louis Laurent und Blanche Prudence Romaine Carpentier. Sein Vater war Börsenmakler und seine Mutter Hausfrau. Als Laurent zwei Jahre alt war, zog die Familie nach Brüssel und im Alter von sieben Jahren erhielt er von seinen Eltern drei Molche von drei verschiedenen Arten geschenkt, die die nächsten Jahre sein Hobby werden sollten. Im Alter von 10 Jahren bemerkte er Unterschiede im Verhalten der verschiedenen Arten. Ihm fiel auf, dass der Nordliche Kammmolch (Triturus cristatus) sehr aggressiv, während der Spanische Rippenmolch (Pleurodeles waltl) sehr friedlich war. Der Japanische Feuerbauchmolch (Cynops pyrrhogaster) lieferte sich keine wirklichen Kämpfe, wie dies bei Angehörigen der Gattung Triturus der Fall war. Als Laurent zwölf Jahre alt war, starb sein Vater. Er besuchte die Schule in Ixelles in der Nähe von Brüssel. In seinem letzten Jahr am Gymnasium war Victor Larock, sein Professor für Französisch, Latein und Griechisch, ein wichtiger Einfluss. Von 1957 bis 1958 war Larock belgischer Außenminister.
Von 1934 bis 1940 studierte Laurent an der Université libre de Bruxelles. Er erhielt 1938 die Licence in Zoologie und 1940 wurde er unter der Leitung von Paul Brien mit der Dissertation Contribution á l’Osteologie et a la Systématique des Ranidae et Rhacophoridae africains zum Docteur en Sciences Zoologiques mit höchster Auszeichnung promoviert. Ein weiterer einflussreicher Professor an der Université libre de Bruxelles war Max Poll, ein namhafter Ichthyologe und Kurator der Abteilung für Wirbeltiere am Museum von Tervuren. Weitere Personen, die ihn während des Studiums beeinflussten, waren der spätere Chemie-Nobelpreisträger Ilya Prigogine und Hampton Wildman Parker vom British Museum of Natural History in London, der seine erste herpetologische Arbeit leitete. Viel später in seinem Leben war er stark beeindruckt von Alain Dubois’ Dissertation über nepalesische Frösche. Während eines sechsmonatigen Aufenthalts am Laboratorium für Reptilien und Amphibien des Pariser Museums im Jahr 1979 konnte er viel von Dubois lernen. Er fand dessen Systematikkonzept eine nützliche Grundlage für seine Arbeit. Laurent wurde für wehruntauglich erklärt, weil er im ersten Jahr des Zweiten Weltkriegs an einer Rippenfellentzündung litt. Zusammen mit einigen Freunden versuchte er, der deutschen Invasion zu entkommen, indem er nach Frankreich ging, aber dort waren sie gezwungen, nach Belgien zurückzukehren. Ab 1940 wurde Laurent Mitarbeiter im Museum für Afrika in Tervuren. Damit begann sein Forschungsschwerpunkt, wo er sich den Amphibien von Belgisch-Kongo widmete. Während des Krieges sandte Charles M. Bogert, Kurator für Herpetologie am American Museum of Natural History in New York, mehrere CARE-Pakete, um Laurent zu unterstützen.
Laurent arbeitete in verschiedenen Regionen in Afrika und Südamerika, die von politisch-gesellschaftlichen Auseinandersetzungen geprägt waren. Als Mitarbeiter des Königlichen Museum für Zentral-Afrika in Tervuren wechselte er zum zentralafrikanischen Forschungsinstitut in Uvira, Belgisch-Kongo und nach Astrida, Ruanda. Er trat 1957 in die Fakultät der Université Officielle du Congo Belge in Elisabethville ein, musste diese jedoch wegen der politischen Unruhen im Zusammenhang mit der Unabhängigkeit im Juli 1960 verlassen. Dank der Intervention von Ernest Edward Williams an der Harvard University erhielt Raymond ein Stipendium der National Science Foundation, mit dem er von 1961 bis 1964 am Museum of Comparative Zoology forschte. Danach wurde er Mitarbeiter der Fundación Miguel Lillo in San Miguel de Tucumán, Argentinien, wo er bis zu seiner Pensionierung 1996 in verschiedenen Funktionen tätig war. 
An jedem Studienort, an dem sich Laurent aufhielt, hatte er riesige Milchkannen aus Metall als Transportbehälter mit sich, gefüllt mit riesigen Sammlungen afrikanischer Amphibien. Ein Teil davon war eine Leihgabe, die er von den Parcs Nationaux du Congo Belge erhielt und die nach der Identifizierung zurückgegeben wurde. Der Rest war Material, das er zwischen 1950 und 1960 in Zentralafrika gesammelt hatte. Diese persönliche Sammlung nahm er 1964 mit nach Tucumán. Während er in Argentinien lebte, bestand seine Hauptaufgabe darin, die südamerikanische herpetologische Fauna und insbesondere die des Nordwestens von Argentinien zu studieren. Obwohl Teile des afrikanischen Materials teilweise detailliert untersucht und publiziert wurden, konnte das meiste Material nur grob bestimmt werden. Später wurde diese riesige Sammlung an das Königliche Museum für Zentral-Afrika in Tervuren, Belgien, zurückgeschickt. Laurents Bibliographie umfasst über 200 wissenschaftlichen Artikel und Buchkapitel. Seine Arbeit war in erster Linie systematischer Natur. Mehr als die Hälfte seiner Veröffentlichungen betreffen afrikanische Amphibien und Reptilien (mit seinem Schwerpunkt auf die Gattungen Hyperolius und Afrixalus), während der Rest die südamerikanische Herpetofauna betrifft. Dort konzentrierte sich seine Arbeit auf Froschlurche der Gattungen Gastrotheca, Telmatobius und Pleurodema sowie auf die Eidechsengattung Liolaemus. Als Professor an der Universidad Nacional de Tucumán und Direktor des Instituts für Herpetologie der Fundación Miguel Lillo, Tucumán, unterrichtete Laurent viele Studenten auf verschiedenen Ebenen. Mit der Hilfe seiner Frau förderte er eine ganze Gruppe von Herpetologiestudenten, die heute in ganz Argentinien verschiedene Ämter bekleiden. Sein Einfluss auf die Herpetologie in Südamerika war beträchtlich.

## Dedikationsnamen
Nach Laurent sind die Arten Phymaturus laurenti, Chironius laurenti, Liolaemus laurenti und Mehelya laurenti benannt.